# Inverness (Kalifornia)
Inverness – jednostka osadnicza w Stanach Zjednoczonych, w stanie Kalifornia, w hrabstwie Marin.